# Vladimír Novák (lyžař)
Vladimír Novák (28. února 1904, Chlum u Třeboně – 28. dubna 1986) byl československý lyžař-běžec na lyžích. Pracoval jako architekt – územní plánovač hlavního města Prahy.

## Sportovní kariéra
Na II. ZOH ve Svatém Mořici 1928 skončil v běhu na lyžích na 18 km na 12. místě. Na III. ZOH v Lake Placid 1932 skončil v běhu na lyžích na 18 km na 14. místě a na 50 km na 11. místě. Na IV. ZOH v Garmisch-Partenkirchen 1936 skončil v běhu na lyžích na 50 km na 19. místě. Na mistrovství světa v klasickém lyžování 1933 v Innsbrucku získal ve štafetě na 4x10 km stříbrnou medaili za 2. místo. Byl trojnásobným mistrem Československa a akademickým mistrem světa.